# Teriflunomide
Teriflunomide (tên thương mại Aubagio, được tiếp thị bởi Sanofi) là chất chuyển hóa hoạt động của leflunomide. Teriflunomide đã được nghiên cứu trong thử nghiệm lâm sàng giai đoạn III TEMSO như một loại thuốc điều trị bệnh đa xơ cứng (MS). Nghiên cứu được hoàn thành vào tháng 7 năm 2010  kết quả 2 năm là tích cực. Tuy nhiên, thử nghiệm so sánh trực tiếp TENERE sau đó đã báo cáo rằng "mặc dù ngừng điều trị vĩnh viễn [điều trị] về cơ bản ít phổ biến hơn ở những bệnh nhân MS sử dụng teriflunomide so với interferon beta-1a, tái phát phổ biến hơn với teriflunomide."  Thuốc đã được FDA chấp thuận vào ngày 13 tháng 9 năm 2012  và tại Liên minh Châu Âu vào ngày 26 tháng 8 năm 2013.

## Cơ chế hoạt động
Teriflunomide là một loại thuốc điều hòa miễn dịch ức chế tổng hợp pyrimidine de novo bằng cách ngăn chặn enzyme dihydroorotate dehydrogenase. Không rõ liệu điều này giải thích ảnh hưởng của nó đối với các tổn thương MS.
Teriflunomide ức chế các tế bào phân chia nhanh chóng, bao gồm các tế bào T được kích hoạt, được cho là thúc đẩy quá trình bệnh trong MS. Teriflunomide có thể làm giảm nguy cơ nhiễm trùng so với các loại thuốc giống như hóa trị vì tác dụng hạn chế hơn đối với hệ thống miễn dịch.
Người ta đã phát hiện ra rằng teriflunomide ngăn chặn yếu tố phiên mã NF-B. Nó cũng ức chế enzyme tyrosine kinase, nhưng chỉ ở liều cao không được sử dụng lâm sàng.

## Kích hoạt leflunomide thành teriflunomide
Thuốc teriflunomide có nhãn hiệu là chất chuyển hóa in vivo hoạt động chính của leflunomide có sẵn nói chung. Khi dùng leflunomide, 70% thuốc được sử dụng sẽ chuyển thành teriflunomide. Sự khác biệt duy nhất giữa các phân tử là mở vòng isoxazole. Đây được coi là một sửa đổi cấu trúc đơn giản và chuyển đổi tổng hợp một bước đơn giản về mặt kỹ thuật. Sau khi uống leflunomide in vivo, vòng isoxazole của leflunomide được mở ra và teriflunomide được hình thành.

Teriflunomide là chất chuyển hóa hoạt động duy nhất của leflunomide, chịu trách nhiệm hoàn toàn cho các hoạt động trị liệu của nó. Nó là kết quả của phản ứng mở vòng isoxazole, xảy ra trong vivo. Teriflunomide sau đó có thể giao thoa giữa các dạng enolic E và Z (và keto-amide tương ứng), Z -enol là dạng ổn định nhất và do đó chiếm ưu thế nhất.

"Bất kể chất nào được sử dụng (leflunomide hoặc teriflunomide), đó là cùng một phân tử (teriflunomide)., một thực thể hóa học mới cho bệnh nhân. "  Do đó, EMA ban đầu không coi teriflunomide là một hoạt chất mới.